# Воля Цеклинська
Воля Цеклинська (пол. Wola Cieklińska) — лемківське село в Польщі, у гміні Дембовець Ясельського повіту Підкарпатського воєводства.
Населення — 245 осіб (2011).

## Розташування
Лежить над верхів'ям річки Беднарка — лівої притоки річки Ропа.
Прилягає з півночі до воєводської дороги № 993. 7 км до центру гміни села Дембовець і 13 км до повітового центру Ясло.

## Історія
Попередньо село носило назву Фалатівка.
Згадується в податковому реєстрі 1581 року як село в оренді Петра Броньовського в Бецькому повіті, належало до парохії Боднарка, були 3 селянські лани.
Парохію в селі Воля Цеклинська еригував Іоан Мнішек в 1612 р.
В 1776 р. збудована церква св. Вмч. Димитрія, відновлена в 1906 р., зруйнована після виселення українців.
Під час Галицького повстання у 1846 р. селяни під проводом дяка Пеляка вирізали польську шляхту, що описав уродженець села о. Василь Чернецький (1837—1900) у праці «Згадки зъ 1846 года».
Після боїв Першої світової війни в 1915 р. залишився військовий цвинтар.
Тилявська схизма не торкнулася жителів села: станом на 1936 рік тут проживало 378 греко-католиків і 6 римо-католиків.
До 1945 р. в селі було майже чисте лемківське населення: з 430 жителів села — 420 українців, 5 поляків і 5 євреїв.
До 1945 р. в селі була греко-католицька парохія Дуклянського деканату, до якої також входили Фолюш, Цеклин і Ясло. Метричні книги провадились від 1784 р.
У 1945 році 403 мешканці села було переселено на схід України.
У 1975—1998 роках село належало до Кросненського воєводства.

## Демографія
Демографічна структура станом на 31 березня 2011 року:
|          | Загалом | Допрацездатний вік | Працездатний вік | Постпрацездатний вік |
| -------- | ------- | ------------------ | ---------------- | -------------------- |
| Чоловіки | 115     | 29                 | 79               | 7                    |
| Жінки    | 130     | 33                 | 75               | 22                   |
| Разом    | 245     | 62                 | 154              | 29                   |